# St. Georg (Hockenheim)

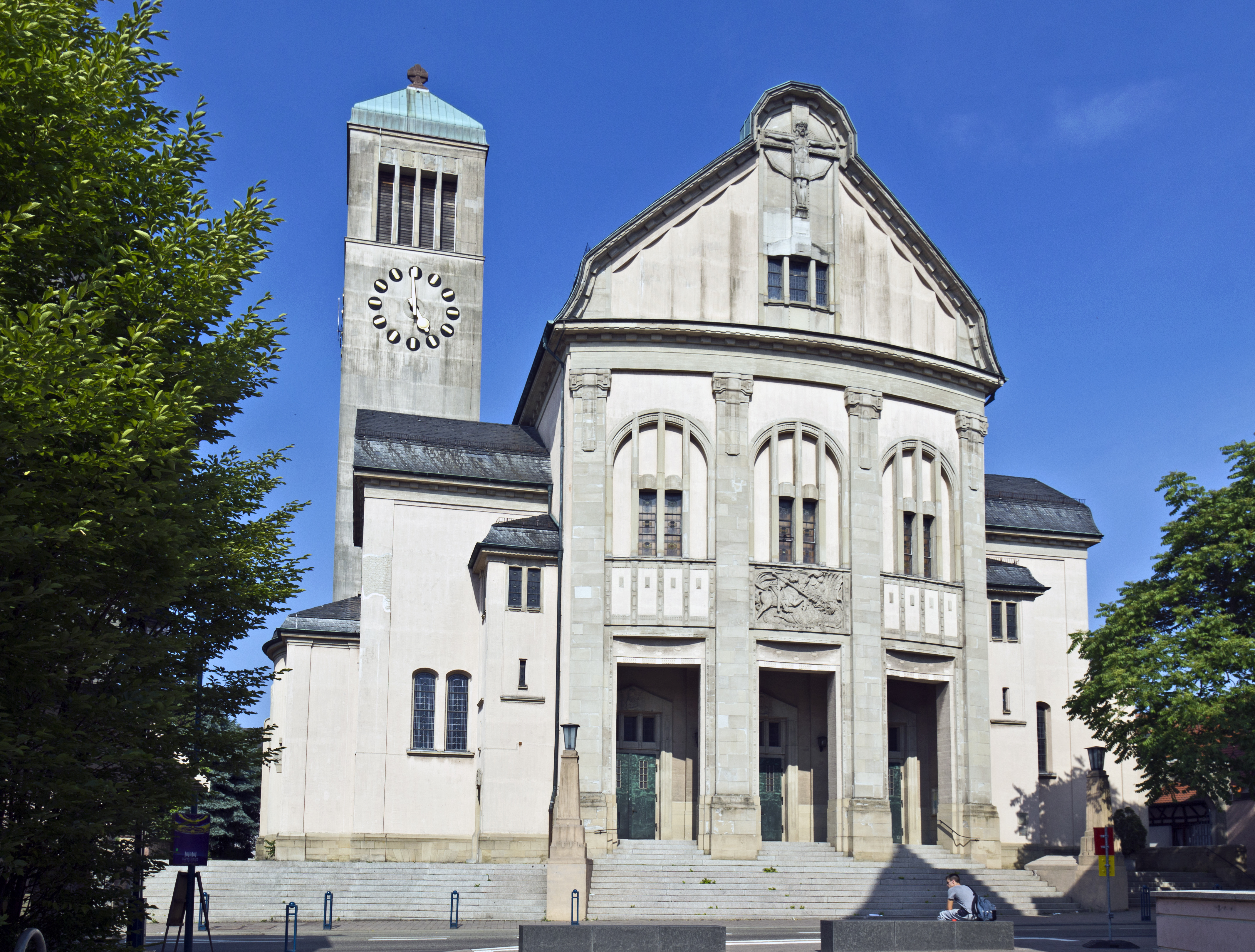
St. Georg in Hockenheim, Portalfassade und Turm

Die katholische Pfarrkirche St. Georg in Hockenheim, einer Stadt im Rhein-Neckar-Kreis im nördlichen Baden-Württemberg, wurde 1910/11 errichtet und ist ein überregional bedeutendes Bauwerk des Jugendstils.
Die Kirche gehört zur Seelsorgeeinheit Hockenheim im Dekanat Wiesloch der Erzdiözese Freiburg.

## Geschichte

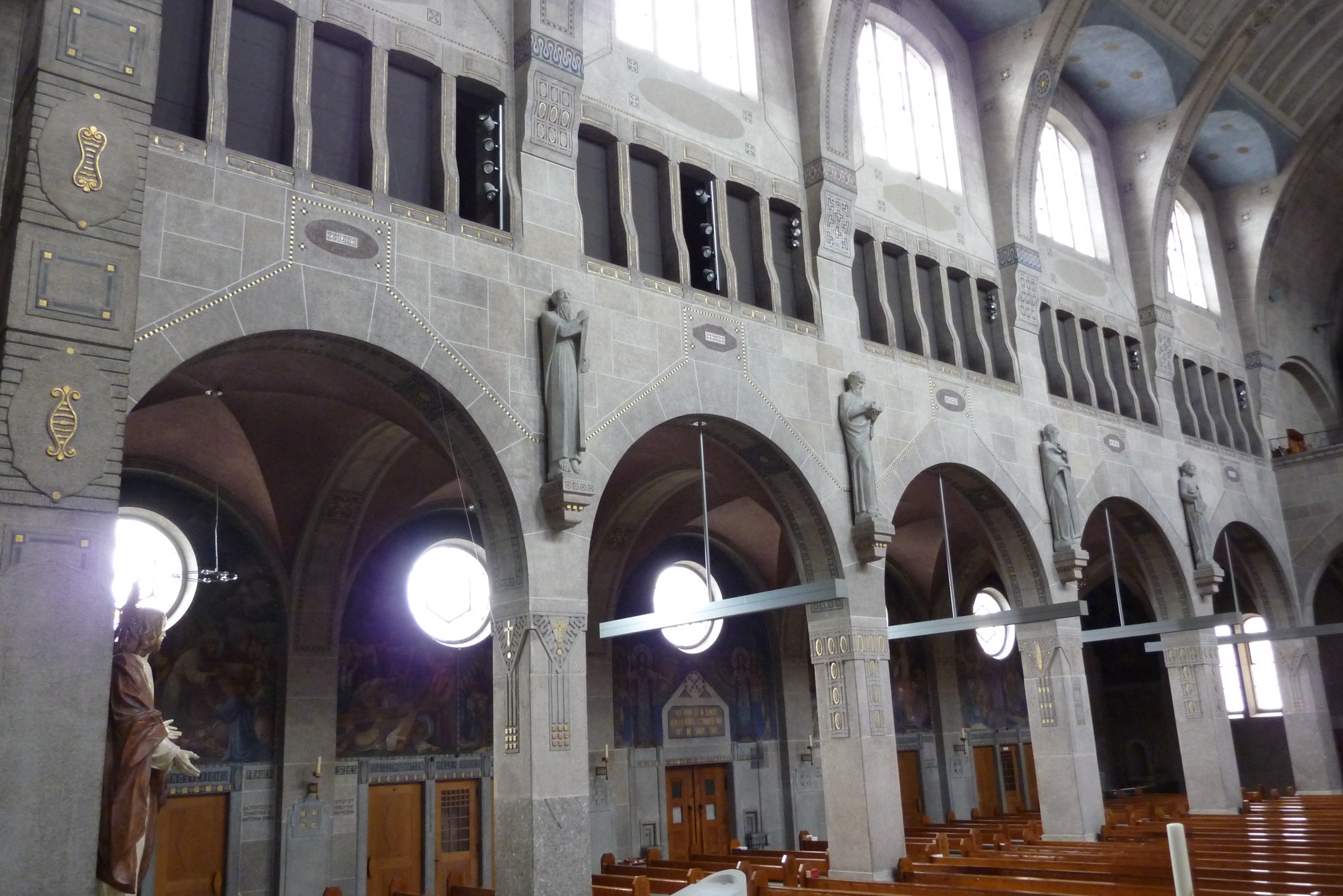
Südliches Seitenschiff mit Obergadenfenster

Um 1900 war der Bau einer größeren katholischen Kirche notwendig geworden. Die Pläne entwarf der Leiter des erzbischöflichen Bauamtes in Karlsruhe, Johannes Schroth. Schroth baute zuvor Kirchen in neoromanischem und neogotischem Stil. Die Grundsteinlegung erfolgte am Himmelfahrtstag 1910, woran eine Gedenktafel an der Marienkapelle erinnert. Die örtliche Bauleitung hatte der Architekt Karl Fischer aus Odenheim. Am Kirchweihtag, dem 15. Oktober 1911, weihte Erzbischof Thomas Nörber die neue Kirche ein.

## Architektur
Die Kirche hat eine Länge von 50 m und eine Breite von 30 m. Die Fassade geht zur Hauptstraße und sie ist nur mit Abstand vom Betrachter zu überschauen.

### Außenbau
Das Satteldach in 26 m Höhe ist im unteren Bereich der Dachtraufe leicht abgewalmt. Der 60 m hohe quadratische Turm in der Nordostecke besitzt abgerundete Ecken und eine leichte Abtreppung des Turmhelms.
Die Eingangsfassade der Nordwestseite mit der Gliederung der großen und kleinen Fenster zeigt deutlich Stilelemente des Jugendstils. Drei gleich große Portale führen unter einer kurzen Vorhalle zunächst in einen engen Windfang und dann in den Kirchenbau. Über kleine kupferbeschlagene Türen gelangt man an den Seiten der vorspringenden Fassade auf die Empore.
Auf der Mittelachse der Fassade befindet sich eine Reliefplastik, die St. Georg beim Kampf mit dem Drachen darstellt. Darüber ist, ebenfalls vom Bildhauer Hermann Taglang geschaffen, eine Corpus-Christi-Darstellung.
Die kupferbeschlagenen Portale sind alle mit Rauten versehen, einem Ornament das im ganzen Bau immer wieder aufgenommen wird.

### Innenraum

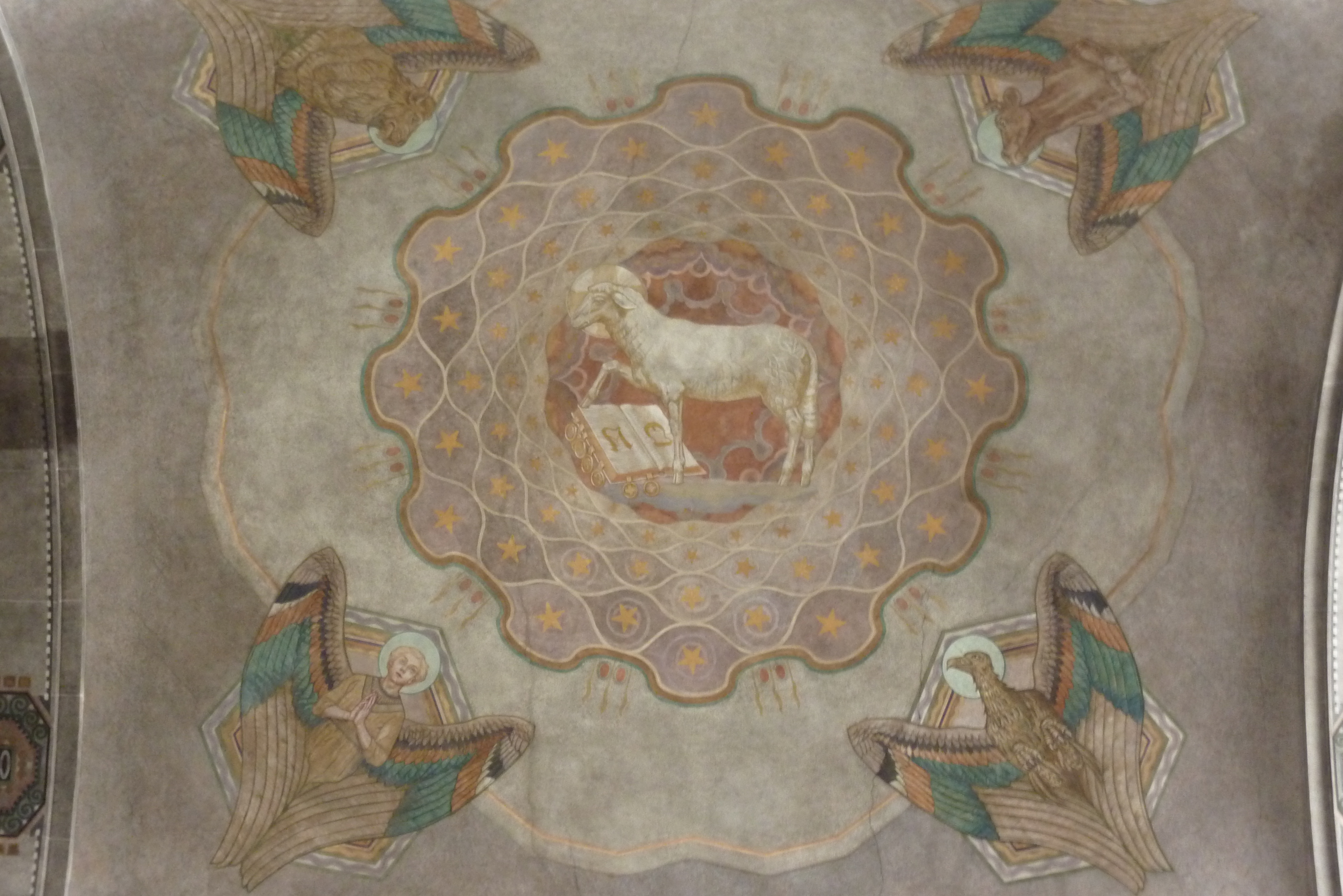
Kuppel des Chorraumes, Lamm mit den vier Evangelistensymbolen

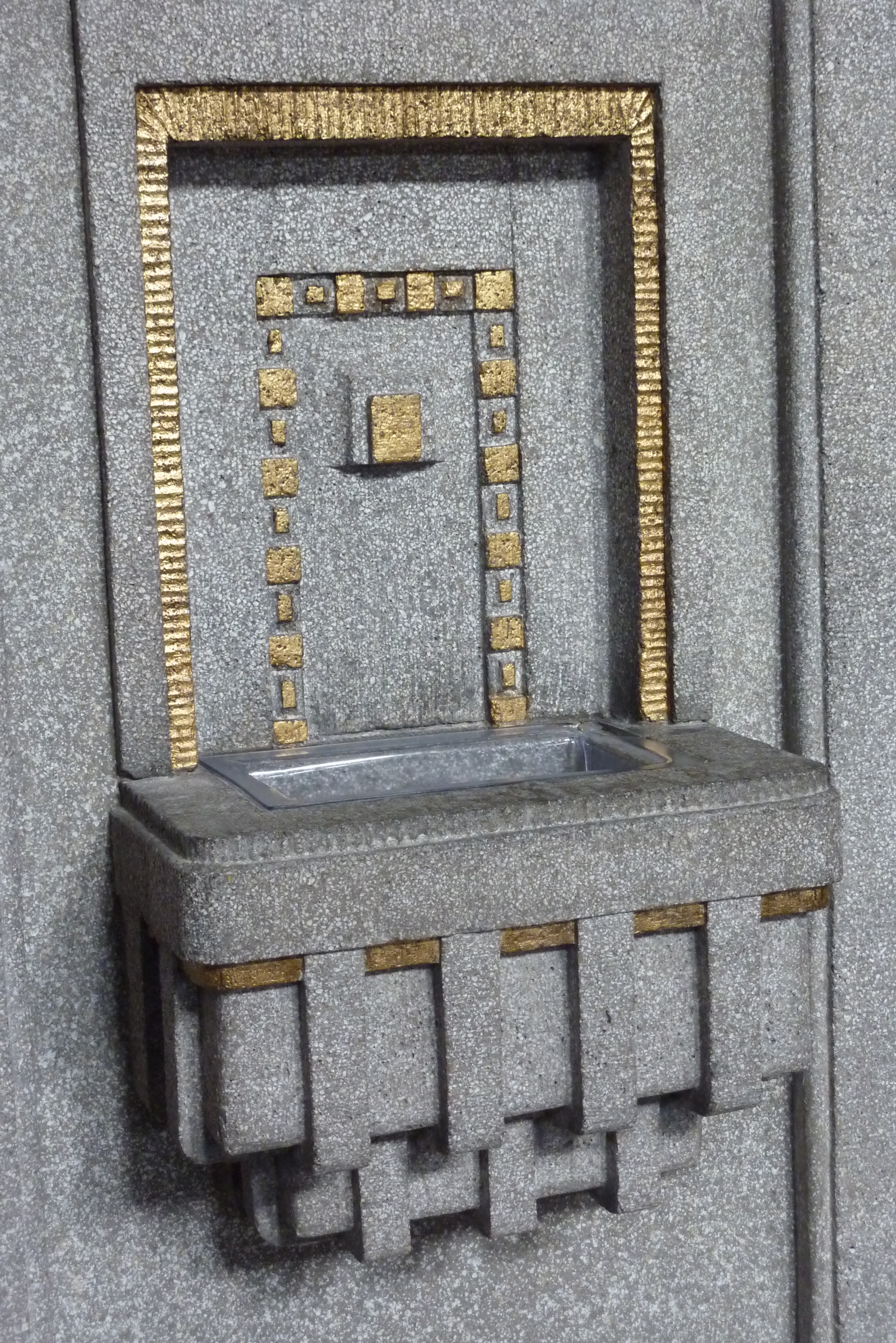
Weihwasserbecken

Beim Eintritt in den Kirchenraum befindet sich der Besucher unterhalb der vorspringenden Empore und betritt anschließend das ca. 34 m lange und 14 m breite lichtdurchflutete Mittelschiff. Die Seitenschiffe sind wesentlich niedriger und schmaler. Die Längstonne des Mittelschiffs wird von fünf Gurtbögen getragen. Die Obergadenfenster führen das Licht in den Raum, das von den gegenüberliegenden Mittelschiffswänden reflektiert wird und dadurch die Helligkeit des Raumes noch steigert. Die dunkleren Seitenschiffe mit Seiteneingängen sind kreuzgratgewölbt.
Über dem Chorraum, um sieben Stufen erhöht, befindet sich auf ornamentierten Vierkantstützen der Triumphbogen. In der Höhe des Chors ist rechts die Sakristei und symmetrisch dazu links die Marienkapelle.

### Ausstattung
Die zeitgenössische Ausstattung der Kirche ist vollständig erhalten und zeigt, wie in der Jugendstilkunst versucht wurde, eine Einheit im Sinne eines Gesamtkunstwerks zu schaffen.
Der Altar auf geschlossenem Stipes steht vor einer flachen Chorwandnische. Zu beiden Seiten des Tabernakels ist ein Relief eines Engelchores mit goldenen Nimben. Im Baldachin auf Säulen steht das Altarkreuz. Der Bildhauer Hermann Taglang schuf die plastische Gestaltung, auch die Darstellung des hl. Franziskus am Seitenaltar. In der Kuppel des Chorraumes ist das apokalyptische Lamm mit den Symbolen der vier Evangelisten aufgemalt. Auf Konsolen zu beiden Seiten des Altars stehen die Apostel Petrus und Paulus als Vollplastiken. Die übrigen zehn Apostel, mit ihren Attributen dargestellt, stehen an den Pfeilern zwischen den Arkaden. Diese überlebensgroßen Plastiken sind das Werk des Bildhauers Emil Sutor aus Karlsruhe und wurden Ende der 1930er Jahre ausgeführt.
Zwischen der ersten und zweiten Arkade auf der linken Seite steht die Kanzel auf vier Stützen. Die Gipsreliefs stellen die Bergpredigt und Pfingsten dar.
Eine besondere ästhetische Qualität besitzen die quadratischen Weihwasserbecken in Kunststein und mit goldenen Quadraten versehen. Hier und an den Wänden, Deckenpartien und Pfeilern wiederholt sich in vielen Varianten der ornamentale Schmuck, charakteristisch für die Zeit des Jugendstils.

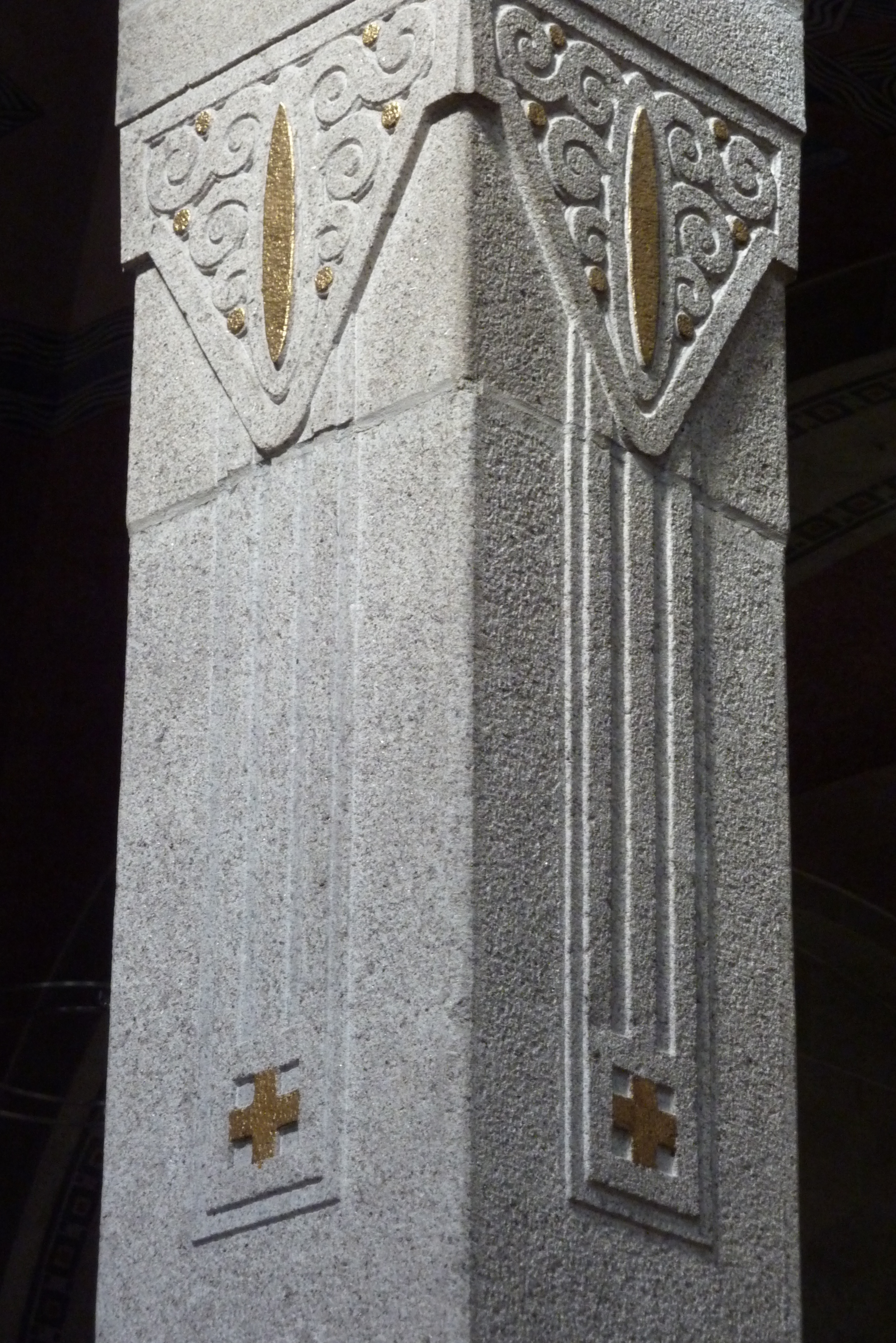
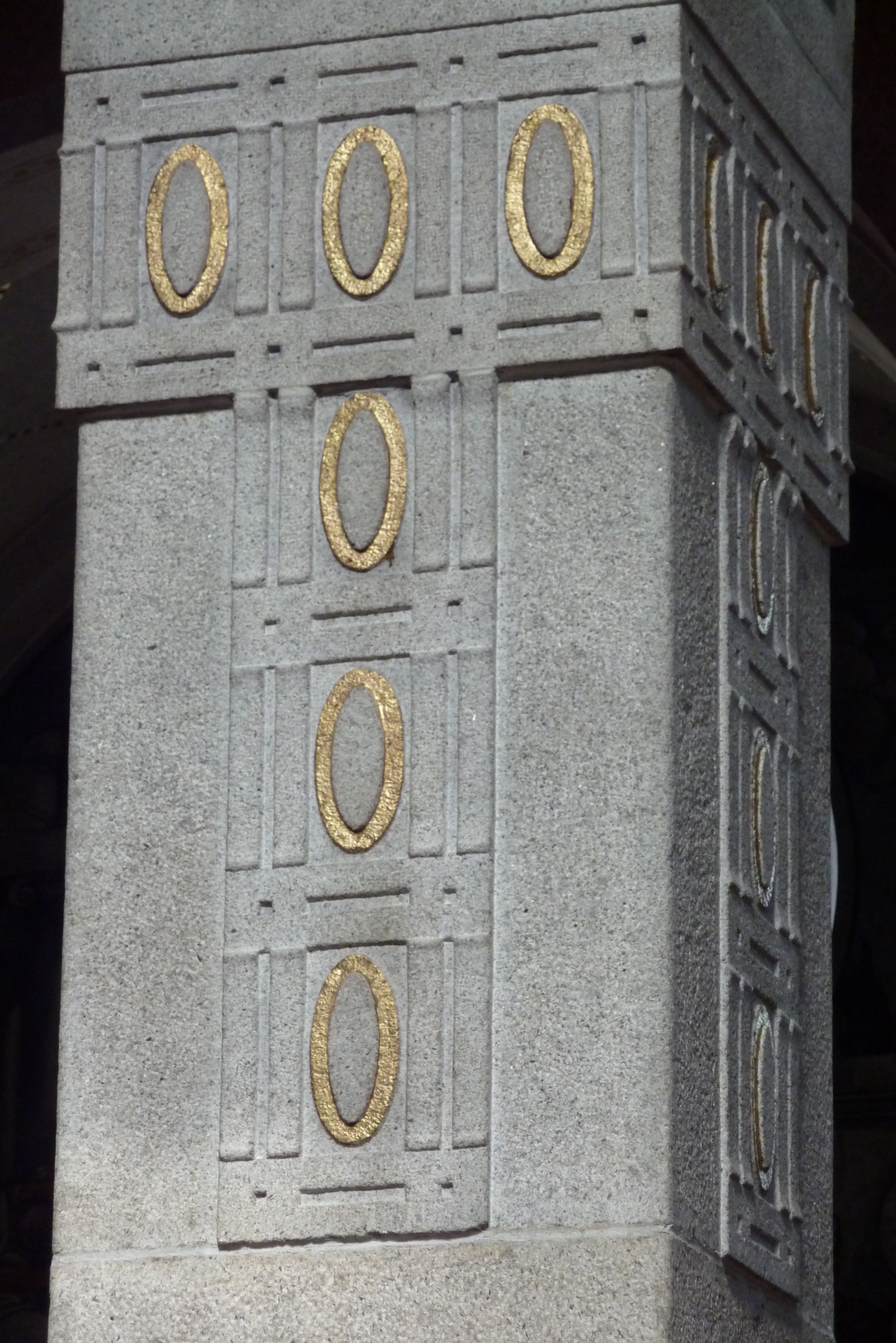
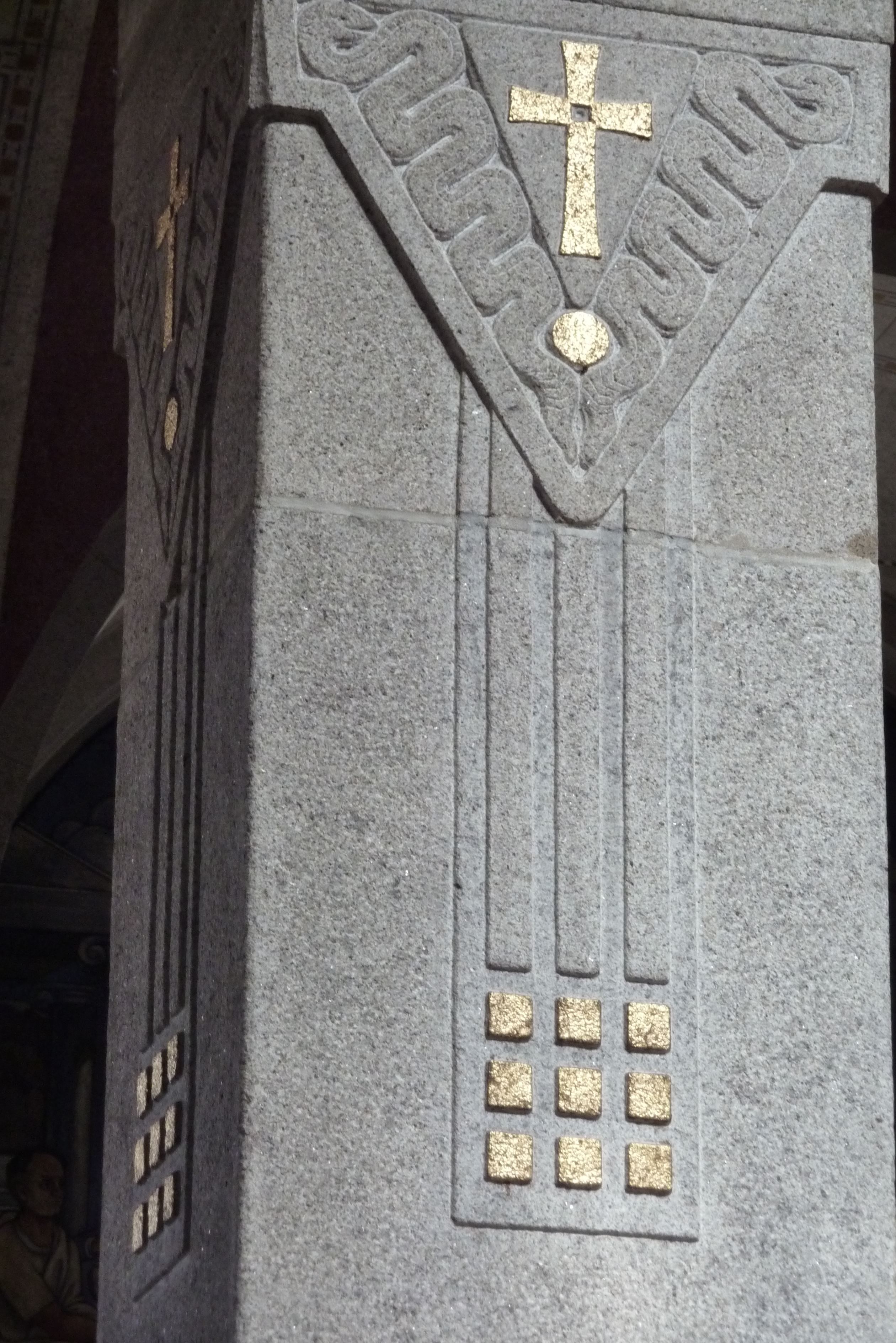
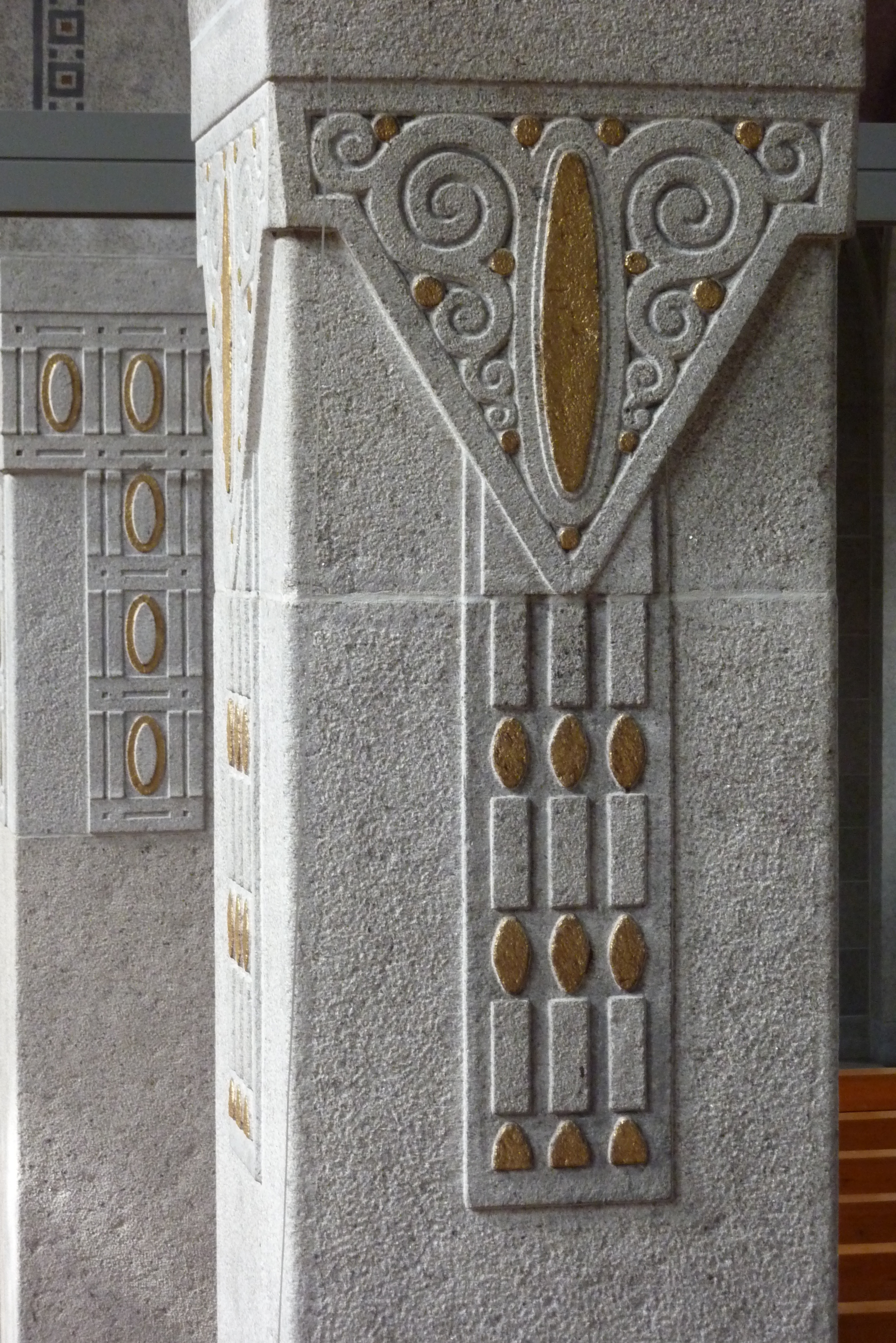

## Orgel
Die Orgel wurde 1940 von der Orgelbaufirma Michael Welte & Söhne (Freiburg) als elektropneumatische Membranladenorgel erbaut. Das Instrument hat 43 Register auf drei Manualen und Pedal. Die Trakturen sind elektropneumatisch.
| I Hauptwerk C–3 |                |       |
| 1.              | Principal      | 16′   |
| 2.              | Principal      | 8′    |
| 3.              | Gedeckt        | 8′    |
| 4.              | Flöte          | 8′    |
| 5.              | Viola di Gamba | 8′    |
| 6.              | Octav          | 4′    |
| 7.              | Rohrflöte      | 4′    |
| 8.              | Octav          | 2′    |
| 9.              | Kornett III-V  |       |
| 10.             | Mixtur IV-VI   | 1 ⁄3′ |
| 11.             | Trompete       | 8′    |

| II Schwellwerk C–g3 |                   |        |
| 12.                 | Quintatön         | 16′    |
| 13.                 | Singend Principal | 8′     |
| 14.                 | Gedeckt           | 8′     |
| 15.                 | Salicional        | 8′     |
| 16.                 | Unda maris        | 8′     |
| 17.                 | Weitprincipal     | 4′     |
| 18.                 | Hohlflöte         | 4′     |
| 19.                 | Quinte            | 2 ⁄3′  |
| 20.                 | Blockflöte        | 2′     |
| 21.                 | Terz              | 1 5⁄5′ |
| 22.                 | Kornettino III    |        |
| 23.                 | Mixtur IV-VI      |        |
| 24.                 | Oboe              | 8′     |
| 25.                 | Clairon           | 4′     |
|                     | Tremulant         |        |

| III Positiv C–g3 |                |       |
| 26.              | Rohrgedeckt    | 8′    |
| 27.              | Gemshorn       | 8′    |
| 28.              | Principal      | 4′    |
| 29.              | Nachthorn      | 4′    |
| 30.              | Waldflöte      | 2′    |
| 31.              | Larigot        | 1 ⁄3′ |
| 32.              | Nachthörnlein  | 1′    |
| 33.              | Terzcymbel III |       |
| 34.              | Krummhorn      | 8′    |
|                  | Tremulant      |       |

| Pedal C–f1 |                 |     |
| 35.        | Untersatz       | 32′ |
| 36.        | Principalbass   | 16′ |
| 37.        | Kontrabass      | 16′ |
| 38.        | Subbass         | 16′ |
| 39.        | Stillgedeckt    | 16′ |
| 40.        | Octavbass       | 8′  |
| 41.        | Choralflöte     | 4′  |
| 42.        | Bauernpfeife    | 2′  |
| 43.        | Rauschpfeife IV |     |
| 44.        | Posaune         | 16′ |
| 45.        | Trompete        | 8′  |
| 46.        | Clairon         | 4′  |

- Koppeln:
  - Normalkoppeln: II/I, III/I, III/II, I/P, II/P, III/P
  - Suboktavkoppeln: I/I, II/I, II/II, II/P
- Spielhilfen: freie Kombinationen, diverse feste Kombinationen, Registercrescendo

## Glocken
Im Jahr 1911 wurden fünf Bronzeglocken von der Glockengießerei Grüninger in Villingen für St. Georg in Hockenheim gegossen. Davon wurden 1918 drei für Rüstungszwecke beschlagnahmt, die 1925 ersetzt wurden. 1941 mussten während des Zweiten Weltkriegs sogar vier Glocken zur Waffenherstellung abgegeben werden, nur die kleinste aus dem Jahr 1911 durfte im Kirchturm bleiben. 1950 wurden drei neue Glocken von Friedrich Wilhelm Schilling in Heidelberg gegossen; 1952 kam als größte noch die Christusglocke vom gleichen Gießer hinzu.
| Glocke | Gussjahr, Gießer | Durchmesser | Gewicht | Schlagton |
| ------ | ---------------- | ----------- | ------- | --------- |
| 1      | 1952, Schilling  | 1663 mm     | 3148 kg | h°+5      |
| 2      | 1950, Schilling  | 1275 mm     | 1365 kg | dis’+2    |
| 3      | 1950, Schilling  | 1060 mm     | 0778 kg | fis’+2    |
| 4      | 1950, Schilling  | 0953 mm     | 0565 kg | gis’+2    |
| 5      | 1911, Grüninger  |             | 0350 kg | h’+2      |